# Camelobaetidius maidu
Camelobaetidius maidu är en dagsländeart som beskrevs av Luke M.Jacobus och Mccafferty 2005. Camelobaetidius maidu ingår i släktet Camelobaetidius och familjen ådagsländor. Inga underarter finns listade i Catalogue of Life.